# Península de São Francisco
A península de São Francisco é uma península localizada na Área da baía de São Francisco, na Califórnia, Estados Unidos, que separa a própria baía do Oceano Pacífico. 
A norte da península, localiza-se  a cidade e o condado de São Francisco. Ao sul, encontram-se os condados de  Santa Clara e  San Mateo (São Mateus)
Apesar de o termo "península" tecnicamente se referir a toda a península de São Francisco, localmente o termo "The Peninsula" (A Península) não inclui a cidade de São Francisco.